# Power in the Music
Power in the Music è un album in studio del gruppo musicale canadese The Guess Who, pubblicato nel 1977. È il primo album della band dopo l'uscita di Randy Bachman.

## Tracce
1. Down and Out Woman – 3:37
2. Women – 3:25
3. When the Band Was Singin' (Shakin' All Over) – 3:35
4. Dreams – 4:45
5. Rich World/Poor World – 6:20
6. Rosanne – 4:17
7. Coors for Sunday – 4:25
8. Shopping Bag Lady – 5:40
9. Power in the Music – 6:35

## Formazione
- Burton Cummings – voce, tastiera
- Domenic Troiano – chitarra, cori
- Bill Wallace – basso, cori
- Garry Peterson – batteria